# Roquetaillade

Roquetaillade este o comună în departamentul Aude din sudul Franței. În 1 ianuarie 2018 avea o populație de 210 de locuitori.